# Paphiopedilum charlesworthii
Paphiopedilum charlesworthii es una especie de planta perteneciente a la familia  Orchidaceae. Es endémica de Estado Shan en  Birmania (Mianmar) y áreas adyacentes de  Tailandia y Yunnan en China. Su hábitat natural son las selvas húmedas bajas tropicales o subtropicales. 

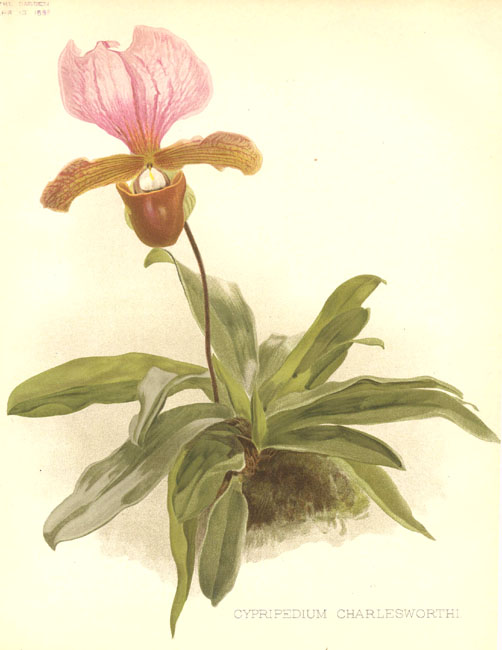
Ilustración

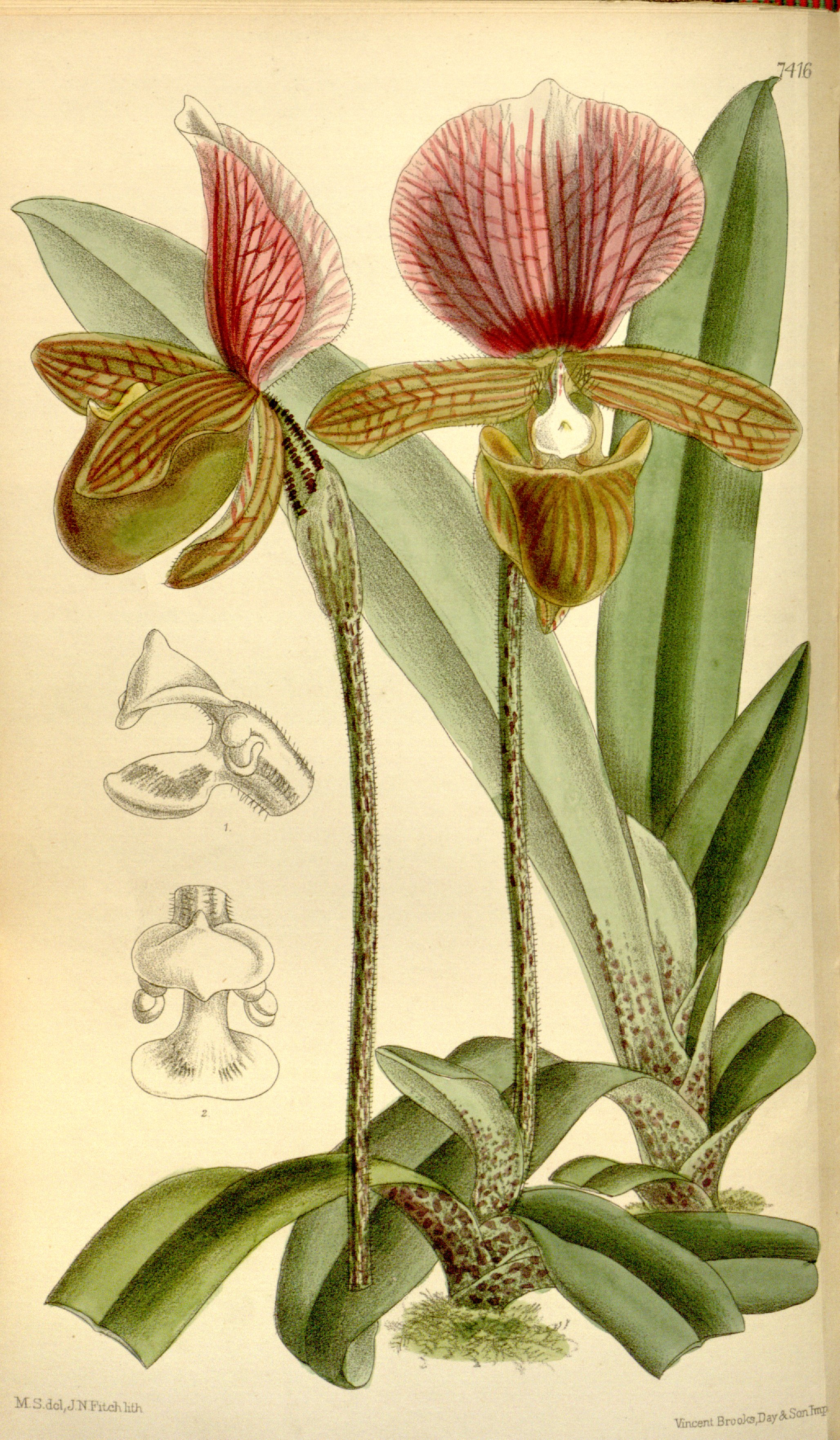
Ilustración

## Descripción
Es una orquídea epifita con hojas lineales de color verde claro con manchas de color púrpura en el envés de cerca de la base. Florece a finales del verano y el otoño en una sola inflorescencia terminal pubescente, erecta, de 25 cm de largo cubierta con manchas rojizas y con brácteas florales  obovadas que cubren 2/3 del ovario y una flor de larga duración.

## Distribución
Se encuentra en Assam (India), Birmania, Tailandia, y suroeste de China en picos aislados en elevaciones de 1200 a 2000 metros en la sombra profunda en las laderas que dan al oeste o el noroeste, cerca de agua tibia. Tiene hábitos de epifita pero crece cada vez más en la roca caliza. 

## Taxonomía
Cypripedium charlesworthii fue descrita por (Rolfe) Pfitzer y publicado en Botanische Jahrbücher für Systematik, Pflanzengeschichte und Pflanzengeographie 19: 40. 1894[1895].
Etimología
El nombre del género viene de « Cypris», Venus, y de "pedilon" = "zapato" o "zapatilla" en referencia a su labelo inflado en forma de zapatilla.
charlesworthii; epíteto
Sinonimia
- Cypripedium charlesworthii Rolfe (1893) (Basionymum)
- Cordula charlesworthii (Rolfe) Rolfe (1912)
- Cypripedium crawshayae O'Brien (1898)
- Paphiopedilum charlesworthii f. sandowiae Braem (1998)
- Paphiopedilum charlesworthii f. crawshayae (O'Brien) O. Gruss (1999)[3][4]